# Michael Herbig
Michael Herbig, nemški filmski režiser, igralec, scenarist, producent in komik, * 29. april 1968, München.
Njegov najbolj uspešen film, s katerim je pridobil tudi svetovni sloves, je bil Der Schuh des Manitu, za katerega je napisal scenarij, ga produciral, režiral in odigral glavno vlogo.